# Теїстичний еволюціонізм
Теїстичний еволюціонізм та еволюційний креаціонізм — аналогічні концепції, що стверджують, що класичні релігійні вчення про Бога сумісні з сучасним науковим знанням про біологічну еволюцію. Коротко кажучи, теїстичні еволюціоністи вірять в існування Бога, в те, що Бог є творцем матеріального Всесвіту і всіх видів життя всередині нього, і що біологічна еволюція є природним процесом творіння. Еволюція, отже, в цьому погляді є інструментом Бога, що служить для розвитку людського життя.
Таким чином, теїстичний еволюціонізм не є теорією в науковому сенсі, а становить собою окрему думку про те, як еволюційна наука може бути пов'язана з релігійною вірою та релігійною інтерпретацією. Прихильники теїстичного еволюціонізму відкидають тезу про конфлікт у стосунках між наукою і релігією — вони дотримуються позиції, що релігійні вчення про творення і наукові теорії про еволюційний розвиток не заперечують одна одну.

## Концепція

### Термінологія
Термін «теїстична еволюція» (англ. theistic evolution) був використаний виконавчою директоркою Національного центру наукової освіти в США (англ. National Center for Science Education) Юджині Скотт для опису різновидів теологічних думок про те, що Бог творив світ за допомогою еволюції. Зазначені уявлення мають спектр варіантів, що відрізняються поглядами щодо масштабів втручання Бога в природні процеси. Деякі варіанти частково наближаються до деїзму відмовою від триваючого втручання Бога. Інші варіанти мають на увазі втручання Творця в певні переломні періоди історії (особливо під час появи людини), пояснюючи цим процес видоутворення.

#### Еволюційний креаціонізм
Поняття еволюційного креаціонізму мало відрізняється від теїстичного еволюціонізму. Еволюційний креаціонізм стверджує, що Бог Творець використовував еволюцію для здійснення свого плану. Юджині Скотт констатує, що з наукової точки зору цей різновид еволюціонізму краще, ніж традиційний креаціонізм, попри його назву, оскільки приділяє еволюції набагато більше уваги, ніж процесу створення, і що цей варіант «навряд чи відрізняється від теїстичної еволюції». Скотт посилається на особисте спілкування з відомим еволюційним креаціоністом Денисом Ламуро (Denis Lamoureux), який зазначив, що «відмінності між еволюційним креаціонізмом і теїстичною еволюцією знаходяться не в науковій сфері, а в теологічній: еволюційними креаціоністами виявляються більш консервативні (євангельські) християни, які розглядають Бога більш активно залученим в еволюцію, ніж більшість теїстичних еволюціоністів».
В описах ранніх релігійних захисників еволюціонізму подібні погляди іноді характеризується як християнський дарвінізм. Але в наш час прихильники еволюціонізму виявляються в різних релігіях, а концепції еволюційної теорії не обмежені самим лише дарвінізмом.

## Еволюціонізм у релігіях
У наш час прихильники еволюціонізму присутні у всіх основних релігіях. Як приклад нижче наводиться статистика по США у 2007 році. Слід враховувати, що в різних країнах світу ці показники можуть істотно відрізнятися один від одного. У США багато віруючих консервативних переконань, внаслідок чого, наприклад, став можливим «мавпячий процес», а також був створений релігійний Інститут креаційних досліджень, метою якого стала боротьба проти теорії еволюції та популяризація так званого «наукового креаціонізму». Наведені нижче дані соціологічного дослідження показують, що американці розділені щодо визнання і заперечення еволюціонізму приблизно навпіл. У країнах Європи віруючі в основній масі менш консервативні, і такого гострого конфлікту між еволюціонізмом і креаціонізмом не відбувається.
| Релігійні розбіжності з питання відношення до еволюції в США Відсоток тих, хто згоден, що еволюція є найкращим поясненням походження людського життя на землі Джерело: Дослідницький центр П'ю | Релігійні розбіжності з питання відношення до еволюції в США Відсоток тих, хто згоден, що еволюція є найкращим поясненням походження людського життя на землі Джерело: Дослідницький центр П'ю | Релігійні розбіжності з питання відношення до еволюції в США Відсоток тих, хто згоден, що еволюція є найкращим поясненням походження людського життя на землі Джерело: Дослідницький центр П'ю | Релігійні розбіжності з питання відношення до еволюції в США Відсоток тих, хто згоден, що еволюція є найкращим поясненням походження людського життя на землі Джерело: Дослідницький центр П'ю | Релігійні розбіжності з питання відношення до еволюції в США Відсоток тих, хто згоден, що еволюція є найкращим поясненням походження людського життя на землі Джерело: Дослідницький центр П'ю |
| --- | --- | --- | --- | --- |
| | | | | |
| Буддисти | Буддисти | | 81% | 81% |
| Індуїсти | Індуїсти | | 80% | 80% |
| Юдеї | Юдеї | | 77% | 77% |
| Неконфесійні віряни | Неконфесійні віряни | | 72% | 72% |
| Католики | Католики | | 58% | 58% |
| Православні | Православні | | 54% | 54% |
| Протестанти основних конфесій | Протестанти основних конфесій | | 51% | 51% |
| Мусульмани | Мусульмани | | 45% | 45% |
| Чорношкірі протестанти | Чорношкірі протестанти | | 38% | 38% |
| Євангельські протестанти | Євангельські протестанти | | 24% | 24% |
| Мормони | Мормони | | 22% | 22% |
| Свідки Єгови | Свідки Єгови | | 8% | 8% |
| Населення США в цілому | Населення США в цілому | | 48% | 48% |